# Antoine de Malvin de Montazet
Antoine de Malvin de Montazet (17 de agosto de 1713 - 2 de maio de 1788) foi arcebispo de Lyon, de 1758 até sua morte, e membro da Academia francesa, a partir de 1757. Ele foi conhecido por suas cartas pastorais, Les sources de l'Incredulité, e como autor do livro conhecido como Philosophie de Lyon, impresso em Lyon em 1782, em doze volumes.